# Benjamin Büchel
Benjamin Büchel (* 4. Juli 1989 in Ruggell) ist ein liechtensteinischer Fussballtorhüter.

## Karriere

### Verein
Büchel begann seine Karriere 1999 beim Liechtensteiner Klub FC Ruggell. Von 2006 bis 2008 gehörte er zum Kader der ersten Mannschaft. In der Saison 2008/09 spielte er beim Schweizer Klub FC Widnau. Danach war er drei Spielzeiten Stammtorhüter beim USV Eschen-Mauren. Ende August 2012 gab der englische Drittligist AFC Bournemouth die Verpflichtung von Büchel bekannt, nachdem er zuvor ein längeres Probetraining absolviert hatte. Er unterschrieb einen sechsmonatigen Vertrag bis Ende Dezember 2012.
Beim AFC Bournemouth kam Büchel zu keinem Einsatz in der 1. Mannschaft. Zwischen 2013 und 2015 wurde er an vier verschiedene Vereine verliehen. Im Juli 2015 verliess Büchel den Verein. Bis September 2015 war er vereinslos, ehe er einen Vertrag bei Oxford United unterschrieb. Zwischen 2017 und 2018 stand er beim Schweizer Viertligisten FC Thalwil unter Vertrag und hatte dort drei Einsätze. Zur Saison 2018 wechselte er in seine Heimat zum FC Vaduz, welcher derzeit in der schweizerischen Challenge League (zweithöchste Liga) spielt. Seit der Saison 2019/20, in der er mit seinem Team den Aufstieg in die Super League perfekt machte, ist Büchel Kapitän seiner Mannschaft.

### Nationalmannschaft
Büchel spielt seit 2005 regelmässig für die Auswahlmannschaften des Liechtensteiner Fussballverbandes. Sein Debüt in der Liechtensteiner Fussballnationalmannschaft gab er am 19. November 2008, als er in der Auswärtspartie gegen die Slowakei (0:4) in der 80. Minute für Peter Jehle eingewechselt wurde. Nach dem Rücktritt von Jehle hat er zum Beginn der UEFA Nations League im September 2018 die Position als Stammtorhüter der Nationalmannschaft übernommen.

### Erfolge und Auszeichnungen
- Liechtensteins Fussballer des Jahres (3): 2022, 2023, 2024
- Liechtensteiner Pokalsieger (5): 2012 (USV Eschen-Mauren), 2019, 2022, 2023, 2024 (FC Vaduz)
- Englischer Zweitligameister: 2014/15 (AFC Bournemouth)
- Aufstieg in die 1. Liga (2): 2014/15 (AFC Bournemouth), 2019/20 (FC Vaduz)

## Sonstiges
Büchel ist gelernter Elektromonteur.